# Ladislao Mazurkiewicz
Ladislao Mazurkiewicz Iglesias (ur. 14 lutego 1945 w Piriápolis, zm. 2 stycznia 2013 w Montevideo) – urugwajski piłkarz grający na pozycji bramkarza.

## Życiorys
Piłkarz był synem Polaka i Hiszpanki.
Od dziecka przejawiał talent do sportu. Obok piłki nożnej trenował również koszykówkę. Karierę zaczynał w stołecznym Racingu Montevideo, gdzie zgłosił się jako gracz z pola. Bramkarzem został przez przypadek – kontuzji zęba doznał dotychczasowy bramkarz, a Ladislao zgodził się go zastąpić, z marszu wykazując się talentem.

## Kariera klubowa
Po Mistrzostwa Ameryki Południowej U-20 w 1964 roku, został zakupiony przez Peñarol. Początkowo Mazurkiewicz był zmiennikiem Luisa Maidany. Sytuacja zawodnika uległa poprawie w marcu 1965, tuż przed półfinałowym spotkaniem Copa Libertadores przeciwko brazylijskiemu Santosowi. O awansie do finału miał decydować trzeci mecz rozgrywany na Estadio Monumental w Buenos Aires. Przed spotkaniem pierwszy bramkarz Maidana, pokłócił się z trenerem i opuścił drużynę. W konsekwencji Mazurkiewicz dostał szansę debiutu w jednym z najważniejszych meczów sezonu. Bramkarz spisał się znakomicie, Peñarol wygrał (2:1) i awansował do finału. Po meczu słowa uznania dla jego umiejętności wyraził sam Pelé. W finałowych trójmeczu Peñarol zmierzył się z Indepediente, który przegrali. Mazurkiewicz grał we wszystkich trzech finałowych spotkaniach i spisał się na tyle dobrze, że miejsca w bramce już nie oddał. Rok później Peñarol po raz kolejny zagrał w finale Copa Libertadores – tym razem wygrał, pokonując argentyńskie River Plate. W październiku 1966 roku Mazukiewicz został triumfatorem Pucharu Interkontnantelnego, wygrywając w dwumecz z hiszpańskim Realem Madryt (4:0).
Latem 1971 roku został piłkarzem mistrza Brazylii – Atletico Minerio, w którym spędził trzy lata. Po Mistrzostwach Świata 1974 został piłkarzem hiszpańskiej Granady. Na Starym Kontynencie nie udało mu się nawiązać do dawnej formy. Z Hiszpanii trafił do chilijskiej Cobreloi, następnie do kolumbijskiej America Cali. W 1980 ponownie przywdział trykot Peñarol, gdzie w swoim pożegnalnym sezonie zdobył kolejne mistrzostwo Urugwaju.
Po zakończeniu kariery piłkarskiej w 1982 roku został trenerem w Racingu Montevideo i CA Cerro. Później został trenerem bramkarzy w Peñarol.
W 1968 roku Mazurkiewicz zmienił Lwa Jaszyna w meczu drużyny Reszty Świata z Brazylią, z okazji dziesiątej rocznicy zdobycia przez Canarinhos tytułu mistrza świata. Po spotkaniu, w ramach gestu uznania, Rosjanin oddał Urugwajczykowi swoje rękawice.

## Kariera reprezentacyjna
W reprezentacji Urugwaju zadebiutował w 1965 roku, w spotkaniu przeciwko Chile.
Rok później był członkiem kadry narodowej na Mistrzostwach Świata w Anglii, gdzie wraz z drużyną dotarł do ćwierćfinału, w którym przegrał z Niemcami Zachodnimi (0:4). Cztery lata później w Meksyku po raz drugi zagrał na Mundialu. Urugwajczycy zajęli czwarte miejsce, przygrywając w spotkaniu o brązowy medal z Niemcąmi Zachodnim (0:1). Wcześniej, w spotkaniu półfinałowym przeciwko Brazylii miała miejsce miała miejsce ikoniczna scena. W sytuacji sam na sam z Pelem, Urugwajczyk wybiegł z bramki i minął się z piłką. Zachowanie to wybiło z rytmu brazylijskiego napastnika, który z kilku metrów chybił na pustą bramkę. Ostatnim czempionatem zawodnika był ten w 1974 roku. Na boiskach Republiki Federalnej Niemiec, Urusi spisywali się słabo, zajmując ostatnie miejsce w swojej grupie.
W 1967 roku wystąpił na turnieju Copa América w Urugwaju, gdzie rozegrał dwa spotkania i zdobył tytuł mistrza Ameryki Południowej.
Łącznie w reprezentacji Urugwaju rozegrał 37 meczów.

## Śmierć
Piłkarz zmarł 2 stycznia 2013 roku w szpitalu w Montevideo. W ostatnich latach życia zmagał się z chorobą nerek.

## Sukcesy

### Klubowe

#### Peñarol
- Primiera Division: 1965, 1966, 1967, 1968, 1981
- Copa Libertadores: 1966
- Puchar Interkontynentalny: 1966

#### Atlético Mineiro
- Serie A: 1971

#### América Cali
- Categoría Primera A: 1979

### Reprezentacyjne

#### Urugwaj
- Copa America: 1967

#### Urugwaj U20
- Mistrzostwa Ameryki Południowej U-20: 1964